# Nikola Kotkov
Nikola Kotkov (búlgar: Никола Котков)  (Sofia, 9 de desembre de 1938 - Vitinya Pass, 30 de juny de 1971) fou un futbolista búlgar de la dècada de 1960.
Fou 26 cops internacional amb la selecció búlgara amb la qual participà a la Copa del Món de Futbol de 1966.
Pel que fa a clubs, defensà els colors de Lokomotiv Sofia i Levski Sofia.
Va morir l'any 1971 en un accident de transit, juntament amb el seu company Georgi Asparuhov.